# Rubén Toribio Díaz
Rubén Toribio Diaz Rivas (Lima, 1952. április 17. –) válogatott perui labdarúgó, hátvéd.

## Pályafutása

### Klubcsapatban
1972–73-ban a Deportivo Municipal, 1974 és 1976 között az Universitario, 1977 és 1986 között a Sporting Cristal labdarúgója volt. Az Universitarióval egy, a Sportinggal három bajnoki címet nyert.

### A válogatottban
1972 és 1985 között 89 alkalommal szerepelt a perui válogatottban és két gólt szerzett. Tagja volt az 1975-ös Copa América-győztes csapatnak. Részt vett az 1978-as argentínai és az 1982-es spanyolországi világbajnokságon.

## Sikerei, díjai
Peru
- Copa América
  - győztes: 1975
  - bronzérmes (2): 1979, 1983

 Universitario
- Perui bajnokság
  - bajnok: 1974

 Sporting Cristal
- Perui bajnokság
  - bajnok (3): 1979, 1980, 1983